# Castagnito
Castagnito (piemontiul: Castagnì) település Olaszországban, Piemont régióban, Cuneo megyében. Lakosainak száma 2224 fő (2023. január 1.). Castagnito Barbaresco, Castellinaldo, Guarene, Magliano Alfieri, Neive és Vezza d’Alba községekkel határos.

## Népesség
A település lakossága az elmúlt években az alábbi módon változott:
| Lakosok száma | 2157 | 2165 | 2224 |
|               | 2017 | 2018 | 2023 |